# Mășcăteni
Mășcăteni – wieś w Rumunii, w okręgu Botoszany, w gminie Albești. W 2011 roku liczyła 413 mieszkańców.